# 武井玲奈
武井 玲奈（たけい れな、1994年9月12日 - ）は、近畿地方を拠点に活動している日本のファッションモデル、タレント、元グラビアアイドルである。夫はプロゴルファーの香妻陣一朗。

## 略歴
沖縄県宮古島市と奈良県大和高田市で育つ。大和高田市立高田商業高等学校、和歌山大学卒業。
元子役で、5歳から小学2年生になるまでの間モデル活動をしていた。12歳の時にモーニング娘Happy8期オーディション、大阪地区を一次通過している。後に活動を休止するが、大学在学中の2015年に参加・出場した「スタードラフト会議」で4社からスカウトを受ける。そして同年末に行われた「Creatous Magazine Collection vol.6」にも参加した後、2016年1月に活動を再開させる。2018年には週刊プレイボーイ主催「ミスグラジャパ」にて準グランプリを受賞し、グラビアアイドルとしての活動も開始する。
活動再開直後はエイベックス・プランニング&デベロップメントに所属していたが、事務所の合併により2017年4月1日からエイベックス・マネジメント所属となっている。

## 人物
さばさばとした明るい性格。自らを男っぽいとインタビューで答えている。
小学校から高校までバスケットボール部に所属し、中学・高校と県代表選手に選ばれている。
弟が1人いて、自らをブラコン、マザコン、ファザコンと語っている。
日商簿記検定2級を取得している。
イタリアン・グレイハウンドを飼っている。
2022年3月15日にプロゴルファーの香妻陣一朗と結婚。4月6日に香妻が自身のインスタグラムを通じて公表した。11月14日、第1子妊娠を自身のインスタグラムで報告。2023年5月11日、第1子男児の出産を報告。

## 受賞歴
- 株式会社プレサンス住販主催 プレサンスオーディション2016 準グランプリ（2016年）
- 集英社主催 週刊プレイボーイ「ミスグラジャパ」準グランプリ（2018年）

## 出演

### イベント
- Creatous Magazine Collection vol.6 - vol.9（2015年 - 2017年）
- 神戸コレクション（2016年）[7]
- ベトナムコレクション

### テレビ番組
- すもももももも!ピーチCAFÉ（2016年4月3日 - 、読売テレビ）
- 今ちゃんの「実は…」（朝日放送）
- ビーバップ!ハイヒール（朝日放送）
- 日本作詩大賞（テレビ東京） - アシスタント

### ドラマ
- マーダー★ミステリー 〜探偵・斑目瑞男の事件簿〜（朝日放送） - 魚住舞 役

### 舞台
- 大阪俳優市場2016夏「ドラマチックに恋して」（2016年、世界館） - サクラ 役
- キラメキ～私はトビウオ、あなたは太陽～（2021年8月26日 - 29日、ABCHALL） - 月山 役

### CM
- ブランドリッツ（2016年）[7]
- 株式会社ビー・エス・ケイ「武井玲奈」編（2019年）
- 鎌ケ谷巧業「バスケットボール」編（2019年）[10]
- ライフコーポレーション

### 映画
- 「大きい女の子は好きですか?」（2020年7月3日、竹書房） - 長谷川彩乃 役

## 作品

### 電子写真集
- 集英社 週プレ PHOTO BOOK シリーズ
  - ミスグラジャパ！準グランプリ武井玲奈写真集「SHINING」（2018年3月23日）
- 小学館 sabra net e-Book シリーズ
  - レナミセタガル 武井玲奈 1（2019年9月20日）
  - レナミセタガル 武井玲奈 2（2019年9月20日）
  - レナミセタガル 武井玲奈 DX（2019年9月20日）